# Cotachena whalleyi
Cotachena whalleyi là một loài bướm đêm trong họ Crambidae.